# 호세 마리아 아스나르
호세 마리아 알프레도 아스나르 로페스(스페인어: José María Alfredo Aznar López, 문화어: 호쎄 마리아 아쓰나르, 1953년 2월 25일 ~ )는 스페인의 정치인이다.
스페인의 우파 정당인 국민당의 당수로 1996년 스페인의 제76대 총리로 취임하였다. 그는 친미 일변도의 외교정책으로 조지 W. 부시 미국 대통령의 이라크 전쟁을 적극 지지했던 것으로 유명하다. 그의 이라크 전쟁 정책은 국내외의 많은 비판을 받았다. 2004년 총선 직전에는 2004년 마드리드 열차 폭탄 테러이 일어나 200명이 넘는 인명이 희생되었고, 그 결과 총선에서 패배하여 물러나게 되었다.